# Buggenhofen
Buggenhofen ist ein Gemeindeteil von Bissingen im schwäbischen Landkreis Dillingen an der Donau in Bayern. Das Kirchdorf Buggenhofen wurde am 1. Juli 1971 nach Bissingen eingemeindet. Es liegt zwei Kilometer nordöstlich von Bissingen im Tal des Rohrbachs, eines rechtsseitigen Zuflusses der Kessel.

## Geschichte
Buggenhofen wurde erstmals um 1150 als „Puggenhoven“ genannt und wahrscheinlich von Bissingen als Ausbausiedlung angelegt. Im 14. Jahrhundert wurde ein Ortsadelsgeschlecht, die Herren von Buggenhofen, genannt. Ab dem 16. Jahrhundert gehörte der Ort zur Herrschaft Hohenburg-Bissingen der Grafen von Oettingen.

## Religion

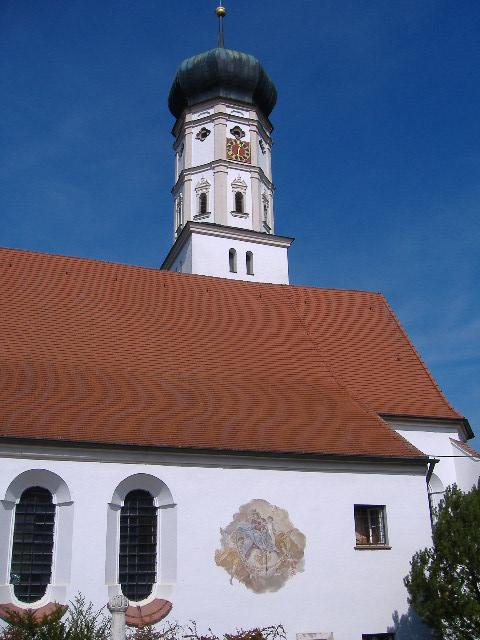
Wallfahrtskirche in Buggenhofen

Der Ort gehört zur Urpfarrei des mittleren Kesseltals. Die katholische Filial- und Wallfahrtskirche Mariä Himmelfahrt wurde zwischen 1471 und 1487 errichtet und 1678/1680 von Georg Danner umgebaut. In den Jahren 1768 bis 1770 wurden die Fresken anlässlich des 300-jährigen Wallfahrtsjubiläums ausgeführt.

## Bevölkerungsentwicklung

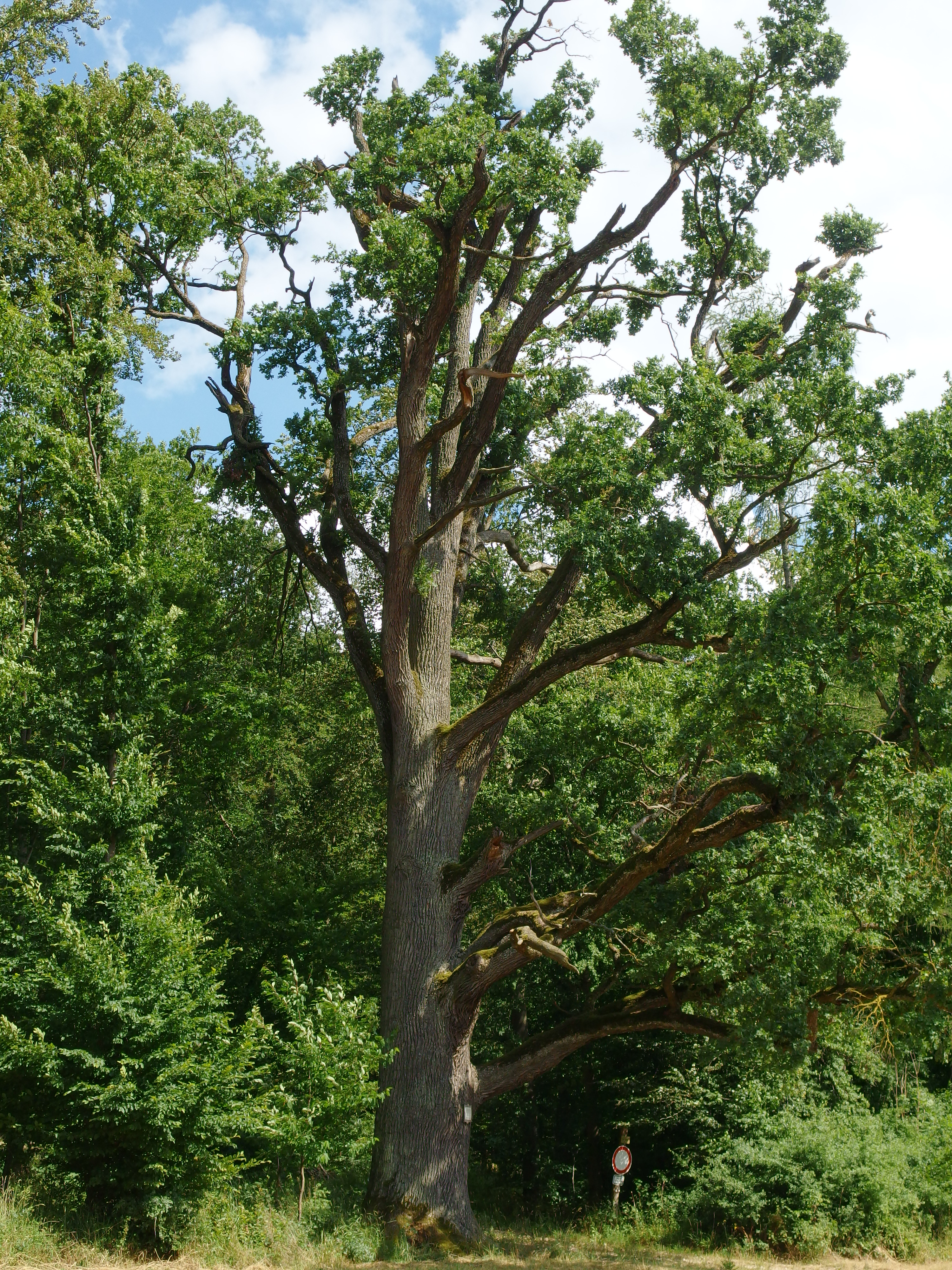
Naturdenkmal „Zigeunereiche“ Buggenhofen

| Jahr | Einwohner |
| ---- | --------- |
| 1840 | 111       |
| 1875 | 86        |
| 1939 | 68        |
| 1950 | 98        |
| 1961 | 70        |
| 1970 | 64        |
| 1980 | 48        |
| 2000 | 44        |
| 2020 | 32        |